# フランツ・ヨーゼフ1世 (リヒテンシュタイン公)
フランツ・ヨーゼフ1世（Franz Josef I., 1726年11月26日 - 1781年8月18日）は、リヒテンシュタイン侯（在位：1772年 - 1781年）。

## 生涯
リヒテンシュタイン公子エマヌエル（ヨーゼフ・ヴェンツェル公の弟）とディートリヒシュタイン伯女マリア・アントニアの長男としてミラノで誕生。ヨーゼフ・ヴェンツェルの甥にあたり、伯父の子どもたちが次々と夭折していたため、早くから後継者として扱われていた。ヨーゼフ・ヴェンツェルはフランツ・ヨーゼフを自分の庇護下に置き、北イタリアへの遠征にも同行させ、ピアチェンツァの戦い（Battle of Piacenza）でも共に戦った。
1763年、フランツ・ヨーゼフは神聖ローマ皇帝フランツ1世の代理として、レオポルト大公（のちのレオポルト2世）の縁談をまとめるために、スペインに赴いた。1767年に枢密顧問官となり、1771年には802番目のオーストリア・金羊毛騎士団の騎士として叙勲された。
1772年、伯父の跡を受けてリヒテンシュタイン侯になると、彼は経済問題と美術品収集に興味を示した。1781年、フランスのメスで薨去した。

## 子女
フランツ・ヨーゼフは、1750年7月6日、伯爵令嬢レオポルディーネ・フォン・シュテルンベルクとヴァルチツェで結婚した。8人の子どもが生まれた。
- ヨーゼフ（1752年 - 1754年） - 夭折
- レオポルディーネ（1754年 - 1823年） - ヘッセン＝ローテンベルク方伯カール・エマヌエルと結婚
- マリア・アントニア（1756年 - 1821年）- 修道女
- フランツ（1757年 - 1760年） - 夭折
- アロイス1世（1759年 - 1805年） - リヒテンシュタイン侯
- ヨーハン1世（1760年 - 1836年） - リヒテンシュタイン侯
- フィリップ（1762年 - 1802年）- 未婚のまま逝去
- マリア・ヨーゼファ（1768年 - 1845年） - エステルハージ・デ・ガランタ侯ニコラウス（2世）と結婚

マリー・レオポルディーネは夫の死後、末娘マリアとともにウィーンに住んだ。